# Ligetvár
Ligetvár (horvátul: Draškovec) falu Horvátországban, Muraköz megyében.  Közigazgatásilag Perlakhoz tartozik.

## Fekvése
Csáktornyától 20 km-re keletre, Perlaktól 5 km-re északkeletre fekszik.

## Története
A települést 1478-ban "Drastkovecz" néven említik, a csáktornyai uradalomhoz tartozott. 1477-ben Hunyadi Mátyás Ernuszt János budai nagykereskedőnek és bankárnak adományozta, aki megkapta a horvát báni címet is. 1540-ben a csáktornyai Ernusztok kihalása után az uradalom rövid ideig a Keglevich családé. Az uradalom 1546-ban I. Ferdinánd király adományából a Zrínyieké lett.
Miután Zrínyi Pétert 1671-ben felségárulás vádjával halálra ítélték és kivégezték minden birtokát elkobozták, így a birtok a kincstáré lett.  1715-ben III. Károly a Muraközzel együtt gróf Csikulin Jánosnak adta zálogba, de a király 1719-ben szolgálatai jutalmául elajándékozta Althan Mihály János cseh nemesnek. A  falunak 1771-ben 355 lakosa volt. Az 1774-es egyházi vizitáció szerint temploma még épülőfélben volt, 1779-re már felépült. 1791-ben az uradalommal együtt gróf Festetics György vásárolta meg és ezután 132 évig a tolnai Festeticsek birtoka volt.
Vályi András szerint " DRASKOVECZ. Elegyes falu Szala Vármegyében, földes Ura Gróf Álthán Uraság, lakosai katolikusok, fekszik Dekanovetznek szomszédságában, mellynek filiája, határja közép termékenységű, mellyhez képest, második Osztálybéli."
1910-ben 1099, túlnyomórészt horvát lakosa volt. A trianoni békeszerződésig Zala vármegye Perlaki járásához tartozott. 1918-ban a Szerb–Horvát–Szlovén Királysághoz, majd  Jugoszláviához tartozott. 1941 és 1945 között visszakerült Magyarországhoz. 1990-ben a független Horvátország része lett.. A falunak 177 fő tanulóval működő alapiskolája, postája, labdarúgó klubja, üzletei vannak. 2001-ben lakosainak száma 276 volt.

## Nevezetességei

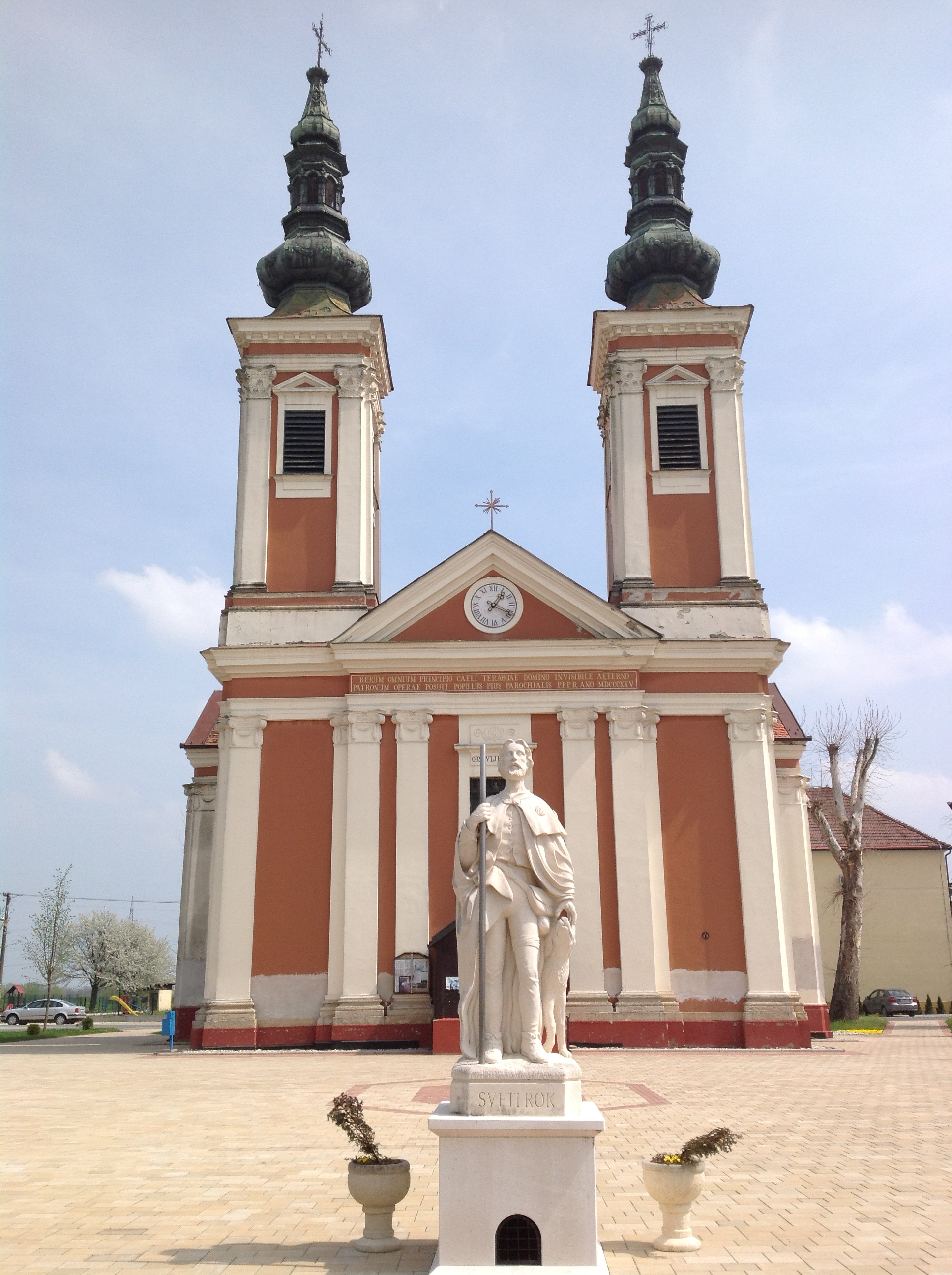
Ligetvár: Szent Rókus templom

Szent Rókus tiszteletére szentelt plébániatemploma 1779-ben épült barokk stílusban, 1790-óta plébániatemplom. Eredetileg csak egy tornya volt, a másik csak 1882-re lett készen. Két tornyával, mely a Muraközben ritkaságnak számít már messziről uralja a falu képét.  Főhajója lenyűgöző méretű, gazdag klasszicista részletekkel. Főoltárán két angyal között látható az oltárkép Althan Julianna grófnő adománya. Mellékoltárai Szűz Mária, Alexandraiai Szent Katalin, Jézus Szíve és Páduai Szent Antal tiszteletére vannak szentelve. Orgonáját Mariborban készítették.

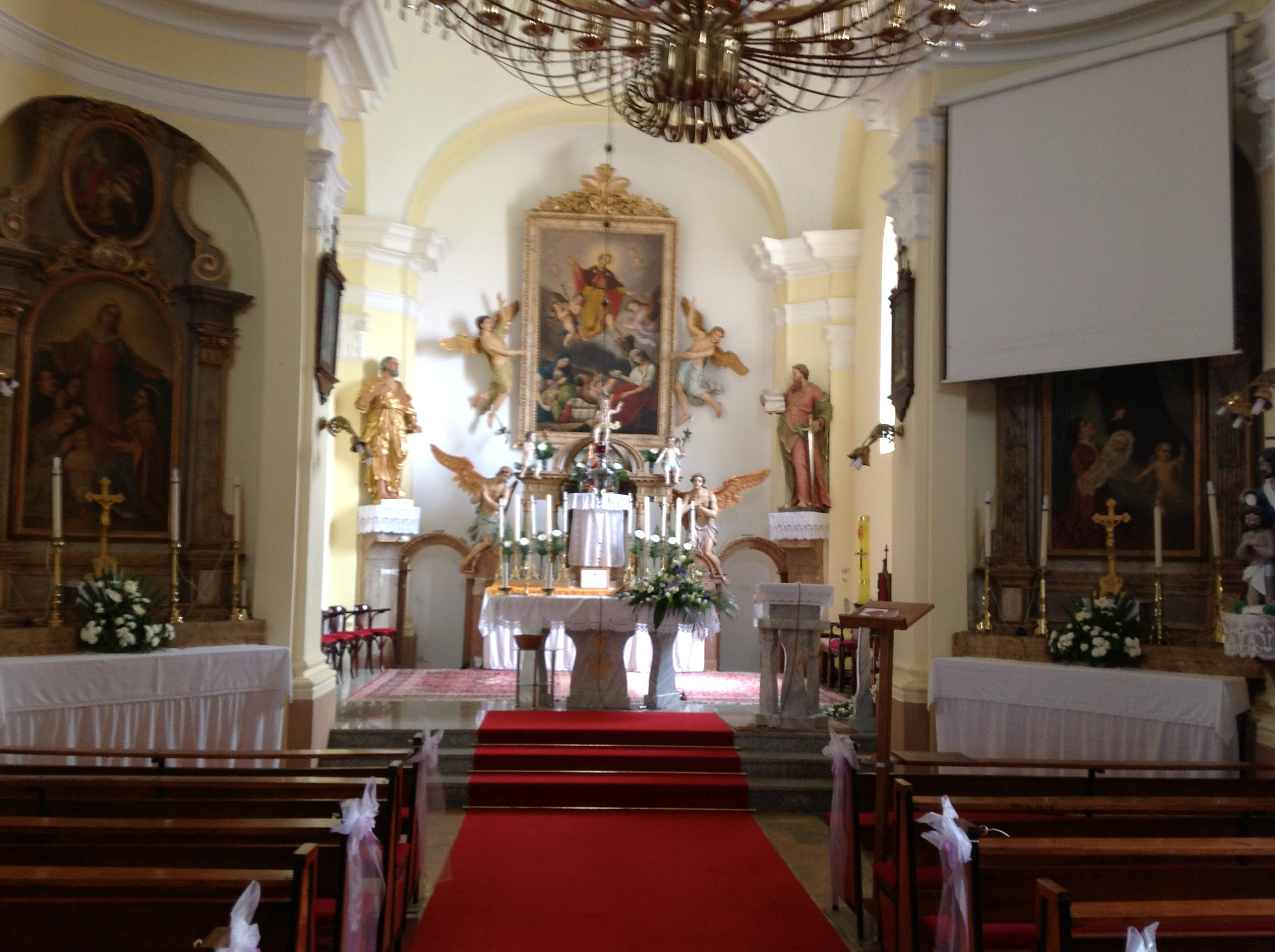
Ligetvár: templombelső

Szent Rókus-templomtól nyugatra, a főút mentén található, a Szent Flórián-kápolna. A kápolna három oldalról nyitott, négyzet alaprajzú, magas boltíves nyílásokkal, hátsó része pedig falazott. A kápolnában egy menza található, amelyből egy oszlop emelkedik a szent szobrával, amint vízzel olt egy égő házat.
1945. március 30-án, nagypénteken romák nagy csoportját (körülbelül 200 embert) evakuálták Nagykanizsáról a Muraközbe. Éjszaka érkeztek a faluba, ahol az iskola épületében és udvarán szállásolták el őket, amely a templom közelében volt, mintegy 200 méterre a temetőtől. Valaki felkapcsolta a villanyt (az egyik verzió szerint egy rendőr, mások szerint a szülők, akik elveszett gyermekeket kerestek), ami után egy szövetséges repülőgép, amely átrepült ezen a „halálmeneten”, bombákat dobott az iskola udvarára. A feltételezések szerint a bombák több mint tíz embert öltek meg, de a pontos számot azóta sem lehet tudni. A halottakat a helyi temető északkeleti részében, egy ciprus alatt temették el. A roma áldozatok emlékművét 2012. július 3-án leplezték le. Egyszerű, fából készült kereszt jelöli, amelynek nincs művészi értéke.

## Híres emberek

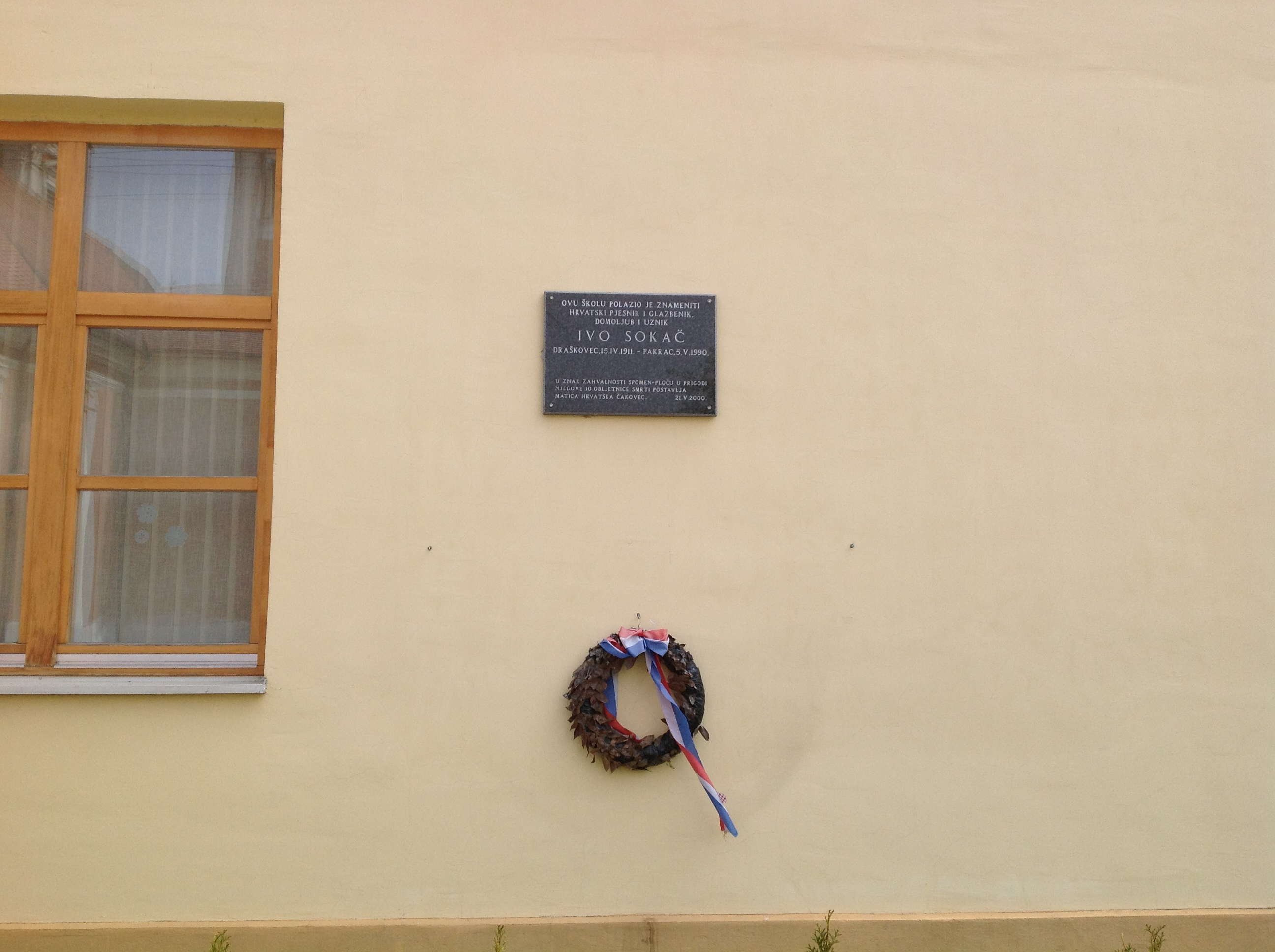
Ivo Sokač emléktáblája

Itt született 1911-ben Ivo Sokač horvát költő.

## Külső hivatkozások
- Perlak város hivatalos oldala
- A helyi alapiskola honlapja